# Alfred Gibson
Pour les articles homonymes, voir Gibson.
Alfred Gibson, né vers 1851 et mort le 22 avril 1874, est un explorateur australien. 

## Biographie
Gibson accompagne en mars 1873 comme volontaire Ernest Giles dans son exploration de l'Australie-Occidentale et traverse avec lui le désert qui portera plus tard son nom. Il est chargé de s'occuper des animaux de transport. L'expédition devait voyager de la rivière Alberga en Australie-Méridionale à Perth en Australie-Occidentale et retour.
En raison de circonstances défavorables telles que le manque d'eau potable et de nourriture, les attaques autochtones, les mouches et les termites, l'expédition est en difficulté. Giles et Gibson partent en avant pour explorer les lieux. Le cheval de Gibson meurt et Giles le renvoie au camp, le 22 avril 1874, dans les environs de Rawlinson Ranger (aujourd'hui Randwick), sur son propre cheval pour obtenir de l'aide. Lorsque Giles revient à pied huit jours plus tard, presque épuisé, Gibson n'est pas arrivé. Malgré plusieurs jours de recherche, il n'est pas retrouvé. Giles suppose alors qu'il est mort en route. Le voyage de retour de l'expédition commence le 21 mai 1884. L'expédition arrive à Charlotte Waters (en) dans le Territoire du Nord le 13 juillet 1874, sans avoir atteint sa destination d'origine.
Giles donne son nom au désert. 
En 1892, un homme tente de démontrer qu'il est Alfred Gibson, ce qui est réfuté. 